# Hannogne-Saint-Rémy
Hannogne-Saint-Rémy – miejscowość i gmina we Francji, w regionie Grand Est, w departamencie Ardeny.
Według danych na rok 1990 gminę zamieszkiwało 121 osób, a gęstość zaludnienia wynosiła 7 osób/km².